# ルビアン
ルビアン（Lubián）は、スペイン・カスティーリャ・イ・レオン州サモーラ県のムニシピオ（基礎自治体）。そして同自治体の中心集落の名称でもある。
サモーラ県の北西部に位置し、ガリシア州オウレンセ県のコマルカ・デ・ビアナと隣接、また、ポルトガルとの国境にもほど近く、歴史的地方トラズ＝ウジュ＝モンティズ地方（Trás-os-Montes）と同高度にある。歴史的なコマルカであるサナブリア地区（Sanabria）のアルタ・サナブリア（Alta Sanabria、上サナブリア）に属す。自治体はアシベーロス（Aciberos）、チャーノス（Chanos）、ラス・エドラーダス（Las Hedradas）、エドローソ（Hedroso）、ルビアン、パドルネーロ（Padornelo）の6集落によって構成される。
地理的にガリシア州と隣接し、ポルトガルとも近いため、ルビアンはサモーラ県の数少ない2言語併用自治体の一つで、住民は日常的にカスティーリャ語とガリシア語を使用する。

## 人口
| ルビアンの人口推移 1900－2010                           |
|                                                         |
| 出典:INE（スペイン国立統計局）1900年 - 1991年、1996年 - |

## 政治
自治体首長はカスティーリャ・イ・レオン社会党（Partido Socialista de Castilla y León、PSCyL）のフェリーペ・ルビアン・ルビアン（Felipe Lubián Lubián）で、自治体評議員はカスティーリャ・イ・レオン社会党：5、カスティーリャ・イ・レオン国民党（Partido Popular de Castilla y León、PPCyL）：2となっている（2011年5月22日の自治体選挙結果、得票順）。
| 1999年6月13日自治体選挙 |        |        |          |
| 政党                    | 得票数 | 得票率 | 獲得議席 |
| PSOE                    | 218    | 81.04% | 6        |
| PP                      | 47     | 17.47% | 1        |

| 2003年5月25日自治体選挙 |        |        |          |
| 政党                    | 得票数 | 得票率 | 獲得議席 |
| PSOE                    | 178    | 68.73% | 5        |
| PP                      | 80     | 30.89% | 2        |

| 2007年5月27日自治体選挙 |        |        |          |
| 政党                    | 得票数 | 得票率 | 獲得議席 |
| PSOE                    | 204    | 73.65% | 5        |
| PP                      | 69     | 24.91% | 2        |

| 2011年5月22日自治体選挙 |        |        |          |
| 政党                    | 得票数 | 得票率 | 獲得議席 |
| PSOE                    | 180    | 68.70% | 5        |
| PP                      | 74     | 28.24% | 2        |

### 司法行政
ルビアンはプエブラ・デ・サナブリア司法管轄区に属す。

## 歴史的建造物
ルビアンの建物はサナブリア地区の建物の様式である外階段と典型的なバルコニーに特徴がある。宗教建造物では、後期バロック様式のサン・マメス教会や、雪の聖母（アルタ・サナブリア地区の守護聖人）の像を祀ってあるトゥイサ礼拝堂（Santuario de la Tuiza）が、また紀元前3世紀のものと考えられているケルト人のカストロのアス・ムラデージャスのカストロ（Castro de As Muradellas）や、狼狩りのために使われたコルテージョ・ドス・ロボス（Cortello dos Lobos）などがある。

## サンティアゴ巡礼路
自治体内をサンティアゴ巡礼路の一つであるサナブリア・サンティアゴ巡礼路（Camino de Santiago Sanabrés）が通っている。